# M&T Bank Stadium
M&T Bank Stadium (tidligere kendt som Ravens Stadium) er et stadion i Baltimore i Maryland, USA, der er hjemmebane for NFL-klubben Baltimore Ravens. Stadionet har plads til 71.008 tilskuere. Det blev indviet i 1998, hvor det erstattede Ravens gamle hjemmebane Memorial Stadium. 